# カムデン郡 (ノースカロライナ州)
カムデン郡（カムデンぐん、英: Camden County）は、アメリカ合衆国ノースカロライナ州の北東部に位置する郡である。2010年国勢調査での人口は9,980人であり、2000年の6,885人から45.0%増加した。郡庁所在地は国勢調査指定地域であるカムデン（人口599人）であり、同郡で人口最大の都市は西のパスクォタンク郡に跨るエリザベスシティ市（人口18,683人）である。
カムデン郡は、ノースカロライナ州で初にして唯一の統合市郡である。エリザベスシティ小都市圏に属している。

## 歴史
カムデン郡は、1777年にパスクォタンク郡北東部が分離して設立された。郡名は印紙法に反対した初代カムデン伯爵チャールズ・プラットに因んで名付けられた。ディズマル湿地運河の南端にあたっていた。南北戦争の1862年4月19日には、サウスミルズの戦いが起こり、南軍の小さな勝利に終わった。
1727年頃にポール・パーマーが設立したシャイロー・バプテスト教会は州内最古のバプテスト教会である。郡内のシャイロー郡区にある。
カムデン郡には事実上法人化された自治体が無いが、2006年6月に州内では初めてとなる統合市郡になった。
民間軍事会社であるアカデミのブラックウォーター・ロッジ訓練センターが郡内にある。

## 郡政府
カムデン郡は、地域自治体の組織であるアルベマール自治体委員会のメンバーである。

## 地理
アメリカ合衆国国勢調査局に拠れば、郡域全面積は306平方マイル (792.5 km2)であり、このうち陸地241平方マイル (624.2 km2)、水域は65平方マイル (168.3 km2)で水域率は21.27%である。

### 郡区
カムデン郡は3つの郡区に分割されている。コートハウス、シャイロー、サウスミルズの各郡区である。

### 主要高規格道路
- アメリカ国道17号線
- アメリカ国道158号線
- ノースカロライナ州道34号線
- ノースカロライナ州道343号線

### 隣接する郡と独立市
- チェサピーク (バージニア州) - 北
- カリタック郡 - 北東

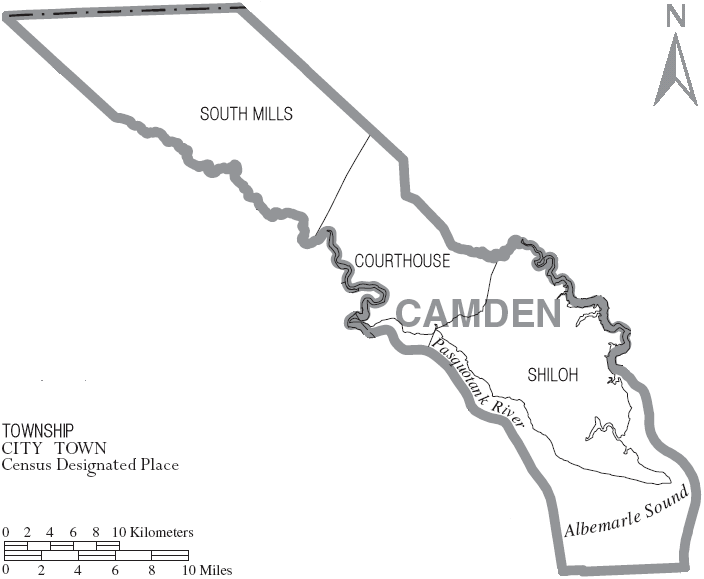
カムデン郡の自治体と郡区

- ティレル郡 - 南南西（アルベマール湾の対岸）
- パスクォタンク郡 - 南西
- ゲイツ郡 - 北西
- サフォーク (バージニア州) - 北北西

### 国立保護地域
- グレートディズマル湿地国立野生生物保護区（部分）

## 人口動態
以下は2010年の国勢調査による人口統計データである。
| 基礎データ - 人口: 9,980人 - 世帯数: 2,662 世帯 - 家族数: 2,023 家族 - 人口密度: 11人/km2（29人/mi2） - 住居数: 2,973軒 - 住居密度: 5軒/km2（12軒/mi2） 人種別人口構成 - 白人: 82.1% - アフリカン・アメリカン: 13.2% - ネイティブ・アメリカン: 0.3% - アジア人: 1.5% - 太平洋諸島系: 0.1% - その他の人種: 0.7% - 混血: 2.1% - ヒスパニック・ラテン系: 2.2% | 年齢別人口構成 - 18歳未満: 24.5% - 18-24歳: 6.3% - 25-44歳: 30.5% - 45-64歳: 25.2% - 65歳以上: 13.6% - 年齢の中央値: 39歳 - 性比（女性100人あたり男性の人口） - 総人口: 98.4 - 18歳以上: 96.9 世帯と家族（対世帯数） - 18歳未満の子供がいる: 31.6% - 結婚・同居している夫婦: 62.2% - 未婚・離婚・死別女性が世帯主: 9.4% - 非家族世帯: 24.0% - 単身世帯: 20.7% - 65歳以上の老人1人暮らし: 9.5% - 平均構成人数 - 世帯: 2.58人 - 家族: 2.97人 | 収入と家計 - 収入の中央値 - 世帯: 39,493米ドル - 家族: 45,387米ドル - 性別 - 男性: 36,274米ドル - 女性: 24,875米ドル - 人口1人あたり収入: 18,681米ドル - 貧困線以下 - 対人口: 10.1% - 対家族数: 7.9% - 18歳未満: 12.6% - 65歳以上: 20.3% |

## 都市と町
- カムデン (unincorporated) - 郡庁所在地
- エリザベスシティ（大半はパスクォタンク郡）
- シャイロー
- サウスミルズ

## 教育
郡内には5つの学校がある。グランディ初等学校、カムデン中間学校、カムデン中学校、カムデン郡高校、カムテック高校である。しかし、シャイローにはもう1つ学校があった。シャイロー地域のコミュニティスクールだった。この学校の校舎は現在雑貨店になり、その上にはトップサイド・レストランが入っている。この建物の正面ファサードの上には、今でもシャイロー・スクールの看板が残っている。